# Ujelang
Ujelang (marš. Ujla), atol od 32 otočića u sastavu Maršalovih Otoka, dio lanca Ralik.

## Zemljopis
Najzapadniji je teritorij Maršalovih otoka, udaljen 217 km jugozapadno od najbližeg susjeda, Enewetaka.
Okružuje lagunu površine 65,97 km2.